# Bumblebeee
bumblebeee è un singolo dei Kasabian, il secondo estratto dal loro quinto album 48:13, pubblicato il 3 agosto 2014 dalla Sony Music.

## La canzone
Il brano, considerato come uno dei migliori contenuti in 48:13, è caratterizzato da potenti linee di chitarra hard rock e un ritornello definito a metà tra Led Zeppelin e House of Pain. Sergio Pizzorno l'ha descritto come un estratto dei Beastie Boys con un pizzico di Zeppelin e un ritornello in stile Rage Against the Machine, citando la foto nella copertina di un album del musicista nigeriano William Onyeabor come principale ispirazione alla scrittura del brano.
È stato il secondo brano di 48:13 presentato in anticipo dal gruppo dopo eez-eh, quando il gruppo l'ha suonato durante il suo concerto a Parigi il 30 aprile 2014. Successivamente la band si è esibita una seconda volta con bumblebeee al Later... with Jools Holland del 13 maggio.

## Video musicale
Il video ufficiale del brano è stato registrato tra il 5 e il 7 giugno a Parigi, con la collaborazione di alcuni fan che sono stati invitati a partecipare dalla band stessa.
Diretto da Alex Courtes, è stato pubblicato il 28 luglio 2014.

## Tracce
Testi e musiche di Sergio Pizzorno.
1. bumblebeee – 4:00
2. gelfling – 3:14

## Formazione
- Tom Meighan – voce
- Sergio Pizzorno – voce secondaria, chitarra, organo, tastiera
- Chris Edwards – basso
- Ian Matthews – batteria, percussioni

## Classifiche
| Classifica (2014)         | Posizione massima |
| ------------------------- | ----------------- |
| Belgio (Ultratop Fiandre) | 88                |
| Regno Unito               | 165               |